# Emil Hassler
Emil Hassler (Aarau, 20 de junio de 1864 - Asunción, 4 de noviembre de 1937) (var. ort. en español: Emilio Hassler). fue un naturalista, botánico, y médico suizo. Sus padres fueron Johann Friedrich Hassler y María Stampfli.

## Biografía
- 1880-1882: alumno en la Gewerbeschule en Aarau (Suiza). Estudios de medicina en Francia[3] graduándose en Río de Janeiro (Brasil)[3]

- 1884: empieza a practicar la medicina en Cuiabá (Brasil)

- 1885 (septiembre) - 1887 (marzo): emprende su primer gran viaje de exploración en el Matto Grosso en Brasil partiendo desde Cuiabá. Realiza sus primeras colecciones etnográficas.

- 1887: se radica en Asunción.

- 1889: fue comisario para el Paraguay en la Exposición Universal de Paris.

- 1893: fue comisario para el Paraguay en la World's Columbian Exposition en Chicago (EE. UU.)

- 1895: realiza sus primeras colecciones botánicas.

- 1896: vuelve a Suiza pensando radicarse definitivamente.

- 1897: decide volver a Paraguay para realizar exploraciones botánicas.

- 1898: se publica el primer fascículo de la enumeración de sus colecciones botánicas: Plantae Hasslerianae (Bull. Herb. Boissier, 1898-1907)

- 1898: se radica en San Bernardino (junio). Construye su primera casa en Bierschlucht

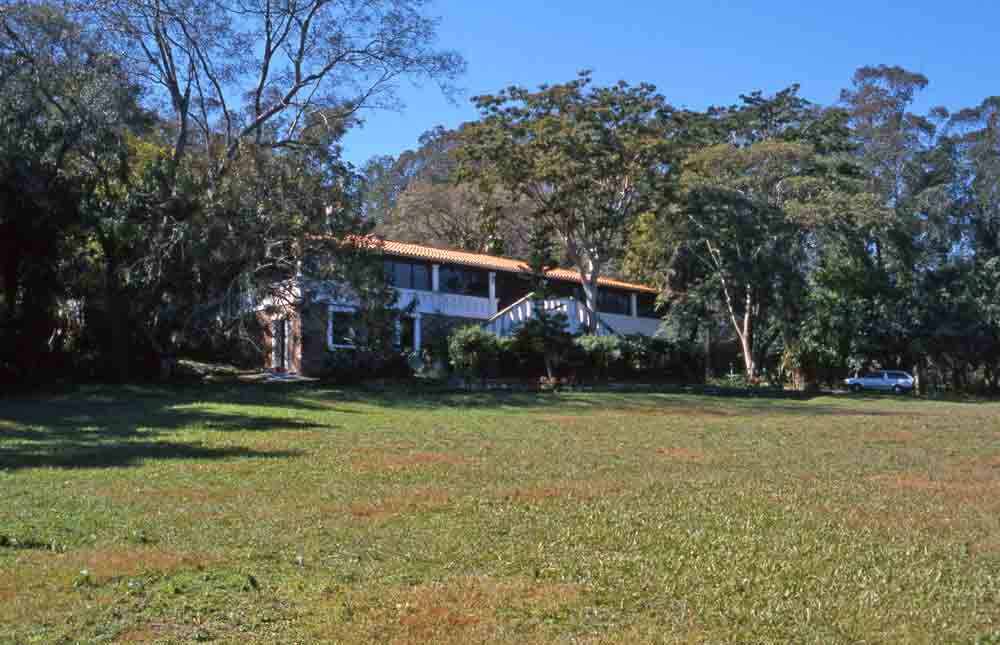
Casa construida en Bierschlucht en 1898 San Bernardino

- 1898 a 1908: realiza viajes de exploración botánica a través todo el país (región Oriental principalmente) con su colaborador Don Teodoro Rojas. Vuelve regularmente a Suiza.

- 1909: se radica en Suiza. Vive cerca de Ginebra (Pinchat). Estudia sus colecciones, publicando numerosos estudios.

- 1914: el Prof. Robert Chodat realiza un viaje de exploración botánica a Paraguay del cual participa.

- 1919: deja en depósito su herbario en el Conservatorio y Jardín Botánico de Ginebra de cuyo director, el Dr John Briquet, era amigo personal

- Su colección etnográfica, realizada entre 1885 y 1895, es comprada por el Museo de Etnografía de Basilea (Suiza).

- 1920: vuelve a Paraguay para radicarse definitivamente en San Bernardino. Construye la "Villa Mon Repos", su segunda casa.[4] Viaja regularmente a Suiza.

- 1921: participó de la fundación de la Sociedad Científica del Paraguay, de la cual fue presidente honorario.

- 1932: guerra del Chaco entre Bolivia y Paraguay. Crea y dirige un hospital para los heridos en San Bernardino.

- 28 de octubre de 1934: doctorado Honoris Causa en mérito a su destacada labor en el país

- agosto de 1935: fin de la guerra del Chaco y cierre del hospital en San Bernardino. Realiza su último viaje a Suiza.

- 4 de noviembre de 1937: fallece en Asunción. Su sepultura se encuentra en el cementerio de San Bernardino en Paraguay.

## Colecciones etnográficas
Las colecciones etnográficas realizadas por Emil Hassler en el norte de Paraguay y Chaco (unas 5.000 piezas) para la World's Columbian Exposition de Chicago en 1893 fueron compradas por el Field Museum.
Las colecciones etnográficas realizadas durante los viajes de Emil Hassler entre 1885 y 1895 (10 000 piezas) fueron compradas (1919) por el Museo Etnográfico de Basilea (Museum der Kulturen) en Suiza . En el año 1920, una parte de estas colecciones fue obsequiada al Museo de Etnografía de Ginebra.

## Colecciones botánicas
Sus colecciones botánicas constituyen un documento científico único para el conocimiento de la flora del Paraguay. Realizadas entre 1885 y 1919 por una misma persona o bajo su propia dirección, se estima que el 90% de las especies existentes en Paraguay son presentes en ellas. La colección cuenta con unos 13 000 números o sea unos 60.000 especímenes si se incluyen las diferentes series de dobles. Un catálogo completo de estas colecciones está en curso de publicación (Catalogus Hasslerianus, 2008-).
Fueron utilizadas para la descripción de numerosos nombres nuevos de plantas publicados en la obra Plantae Hasslerianae

 y en estudios posteriores del propio Emil Hassler así como de otros autores. Estas colecciones sirven hoy día de base a la redacción de una Flora del Paraguay (o sea la descripción de todas las plantas existentes en el Paraguay).
La calidad del material que incluye siempre todas las partes necesarias a su identificación, el cuidado del detalle, incluyendo la composición formal del espécimen, el estado de conservación, etc. hacen de estas colecciones una
fuente muy importante para los estudios taxonómicos de la flora no sólo del Paraguay sino de toda la región. Estas cualidades han podido apreciarse en una exposición pública realizada en el Musée d’Histoire des Sciences de Ginebra en 2002
Luego de su fallecimiento en 1937, el depósito de su colección botánica en el Conservatoire et Jardin botaniques de la Ville de Genève se convierte por testamento en donación a la ciudad de Ginebra.
Su biblioteca fue comprada y está conservada en la Biblioteca Nacional de Venezuela en Caracas.

## Honores
- 28 de octubre de 1934: la Universidad Nacional de Asunción le otorgó el doctorado Honoris Causa, el primero de esta Universidad, en mérito a su destacada labor en el país

- Recibe el grado de Coronel honorario del ejército de Paraguay

### Eponimia
Género
- (Lamiaceae) Hassleria Briq. ex Moldenke[21]
- La abreviatura «Hassl.» se emplea para indicar a Emil Hassler como autoridad en la descripción y clasificación científica de los vegetales.[22]